# Blame It on Your Love
«Blame It on Your Love» es una canción de la cantante y compositora británica Charli XCX junto a la cantante y rapera estadounidense Lizzo. Se lanzó el 15 de mayo de 2019 como el segundo sencillo del tercer álbum de estudio Charli. Es el primer sencillo de Charli XCX desde su colaboración en 2018 con Troye Sivan «1999».

## Antecedentes y lanzamiento
«Blame It on Your Love» es la versión remezclada de la canción «Track 10», la pista final de Mixtape Pop 2 (2017) de Charli XCX, que fue considerada la versión "original", y que Pitchfork la colocó en la posición noventa y dos en su lista de las cien mejores canciones de 2018. «Blame It on Your Love» se estrenó casi dos años después de «Track 10».
Charli XCX el 13 de mayo de 2019 comentó a través de sus redes sociales que Lizzo "viene esta semana", además de llamarla la "reina de todo". Un día después, confirmó el título y la fecha de lanzamiento, publicando una foto de ella con Lizzo, quien sostiene un cartel que dice "Bout 2 Save Pop Music". La canción se estrenó en "Hottest Record in the World" en la BBC Radio 1 el 15 de mayo de 2019.

## Video musical
El Vídeo musical de «Blame It on Your Love» se estrenó el 13 de junio de 2019. Fue grabado en Nueva York y dirigido por Bradley y Pablo.

## Lista de ediciones
- Descarga digital[14]

| N.º | Título                                 | Duración |  |
| 1.  | «Blame It on Your Love» (Radio single) | 3:11     |  |

## Posicionamiento en listas
| Listas (2019)                    | Mejor posición |
| -------------------------------- | -------------- |
| Bélgica (Ultratop) Flanders      | 27             |
| China (Airplay/FL)               | 37             |
| Irlanda (IRMA)                   | 67             |
| Nueva Zelanda Hot Singles (RMNZ) | 16             |
| Reino Unido (UK Singles Chart)   | 70             |
| República Checa (Rádio Top 100)  | 67             |